# Emma Tansey
Emma Tansey (geboren am 12. September 1870 in Louisville, Kentucky; gestorben am 23. März 1942 in Los Angeles, Kalifornien) war eine US-amerikanische Schauspielerin. Sie spielte zwischen 1914 und 1941 in mehr als 50 Filmen mit.

## Werdegang
Emma Purcell wurde 1870 in Louisville, Kentucky geboren und stand bereits mit zwei Jahren auf der Theaterbühne. 1891 spielte sie in 151 Aufführungen des Musicals Wang von DeWolf Hopper auf der Bühne des Broadway Theatre. Sie heiratete den Schauspieler Harry Tansey aus St. Louis, Missouri. 1897, 1901 und 1904 wurden die drei Söhne Robert Emmett, John und James Sheridan geboren. Seit 1907 traten die älteren Söhne auf dem Broadway auf, 1908 erhielt John und 1911 Robert Emmett die ersten Filmrollen. John Tansey wurde in den folgenden Jahren zum Kinderstar der American Mutoscope and Biograph Company. Emmas Ehemann Harry Tansey starb am 12. März 1910 zu Hause an einer Lungenentzündung.
1914 übernahm Emma Tansey ihre erste Filmrolle in The First Law, einem Film der Biograph Company, spielte aber bis 1930 nur sporadisch kleine Rollen. Erst 1932, sie war mit ihren drei Söhnen mittlerweile nach Kalifornien gezogen, wurden ihre Rollen häufiger. Vierzig ihrer 56 Filme entstanden in den folgenden Jahren.

## Filmografie (Auswahl)
- 1914: The First Law
- 1914: Blacksmith Ben
- 1922: Are Children to Blame?
- 1924: A Ten-Minute Egg
- 1929: The Lone Horseman
- 1930: Beyond the Rio Grande
- 1941: Wrangler’s Roost